# Bundesnaturschutzgesetz
Das Bundesnaturschutzgesetz (BNatSchG) bildet innerhalb der Bundesrepublik Deutschland die rechtliche Basis für die Schutzgüter Natur und Landschaft und die Maßnahmen von Naturschutz und Landschaftspflege. Es ist in seiner ursprünglichen Fassung im Dezember 1976 in Kraft getreten und hat das bis dahin geltende Reichsnaturschutzgesetz von 1935 abgelöst. Nach der deutschen Wiedervereinigung hat es in den neuen Ländern das Landeskulturgesetz (1970) der DDR ersetzt.
Neben dem Bundesnaturschutzgesetz hat jedes Land sein Landesnaturschutzgesetz.

## Zielsetzung
Das Gesetz definiert in den Eingangsbestimmungen die Ziele und Grundsätze für Naturschutz und Landschaftspflege und stellt den Zusammenhang zum europäischen Naturschutzprogramm „Natura 2000“ her. Jeder wird aufgefordert, „nach seinen Möglichkeiten zur Verwirklichung der Ziele und Grundsätze des Naturschutzes und der Landschaftspflege bei[zu]tragen und sich so [zu] verhalten, dass Natur und Landschaft nicht mehr als nach den Umständen unvermeidbar beeinträchtigt werden“ (§ 2).

## Wichtigste Regelungsbereiche und -inhalte
Die bekannteste Auswirkung der Naturschutzgesetze sind die Naturschutzgebiete. Unabhängig von deren großer Bedeutung muss Naturschutz flächendeckend betrieben werden. Deswegen sind hier an erster Stelle die Regelungen genannt, die für Flächen gelten, die nicht speziell dem Naturschutz gewidmet sind.

### Kapitel 1 Allgemeine Vorschriften
Kapitel 1 (§§ 1 bis 7) regelt die allgemeinen Vorschriften.

#### Landwirtschaft
Die Landwirtschaft ist derjenige Wirtschaftssektor, der am meisten in der Fläche wirkt, oft an naturbelassene Flächen angrenzt und naturnahe Flächen bearbeitet. Deswegen ist für die Verwirklichung der Ziele des Naturschutzes von großer Bedeutung, dass sie sich dessen Erfordernissen in gewissem Umfang anpasst. § 5 des Gesetzes macht das zur Pflicht, indem Grundsätze einer so genannten „guten fachlichen Praxis“ aufgestellt werden, d. h. naturschutzverträglicher landwirtschaftlicher Methoden. Diese Vorschrift ist erst 2003 nach langjährigen Auseinandersetzungen mit den landwirtschaftlichen Interessenverbänden erstritten worden, sie stellt einen für die Ziele des Naturschutzes bedeutenden Fortschritt dar.
Der Begriff „Gute fachliche Praxis“ stammt aus den Vorschriften des Pflanzenschutz- und des Düngemittelrechts, wo er bereits in den 1980er Jahren verwendet wurde.

#### Begriffsbestimmungen
In § 7 werden einige Begriffsbestimmungen angeführt, u. a. die Definition der besonders und der streng geschützten Arten (vgl. Artikel Artenschutz).

### Kapitel 2 Umweltbeobachtung, Landschaftsplanung
Kapitel 2 (§§ 8 bis 12) regelt die Umweltbeobachtung, Aufgaben der Landschaftsplanung, Inhalte der Landschaftsplanung, Landschaftsprogramme und Landschaftsrahmenpläne, Landschaftspläne sowie Zusammenwirken der Länder bei der Planung.

### Kapitel 3 Allgemeiner Schutz von Natur und Landschaft (Eingriffsregelung)
Vermeidbare Eingriffe in Natur und Landschaft sind zu unterlassen, unvermeidbare müssen grundsätzlich durch Ausgleichs- oder Ersatzmaßnahmen kompensiert werden (§ 15 BNatSchG). Ist eine solche Kompensation nicht möglich, ist der Eingriff verboten, wenn in der Abwägung die Belange des Naturschutzes anderen Belangen im Rang vorgehen. Der „Eingriff“ wird von § 14 Abs. 1 BNatSchG definiert als „Veränderung der Gestalt oder Nutzung von Grundflächen oder Veränderungen des mit der belebten Bodenschicht in Verbindung stehenden Grundwasserspiegels, die die Leistungs- und Funktionsfähigkeit des Naturhaushalts oder das Landschaftsbild erheblich beeinträchtigen können“. Die Bezugnahme auf den Grundwasserspiegel dient dem Schutz von Feuchtgebieten und von Trockengebieten (einschließlich ihrer speziellen Flora und Fauna) sowie indirekt der Reinhaltung des Grundwassers im Interesse der Wasserversorgung.

#### Bauleitplanung und Planfeststellung
Auch die Bauleitplanung muss Belange des Naturschutzes berücksichtigen. § 1a Abs. 3 in Verbindung mit § 1 Abs. 6 Nr. 7 lit. a BauGB sieht die Vermeidung und den Ausgleich voraussichtlich erheblicher Beeinträchtigungen des Landschaftsbildes sowie der Leistungs- und Funktionsfähigkeit des Naturhaushalts im Bauleitplan vor. Insbesondere die Auswirkungen auf Tiere, Pflanzen, Boden, Wasser, Luft, Klima und das Wirkungsgefüge zwischen ihnen sowie die Landschaft und die biologische Vielfalt sind bereits bei der Planaufstellung (im Planungsprozess) zu berücksichtigen. Die naturschutzrechtliche Eingriffsregelung gilt insoweit nicht (§ 18 BNatschG); vielmehr muss bereits vorbeugend-planerisch dafür gesorgt werden, dass Eingriffe in Natur und Landschaft möglichst gering gehalten und, soweit möglich, ausgeglichen werden (sog. Baurechtskompromiss). Die Inschutznahme bestimmter Gebiete (wie Landschaftsschutz- oder Naturschutzgebiete) ist als „sonstige Nutzungsregelung“ bzw. „Festsetzung“ gem. § 5 Abs. 4, § 9 Abs. 6 BauGB in den Bauleitplan nachrichtlich zu übernehmen.
Einige Vorhaben, wie etwa der Bau von Verkehrswegen oder großen Kraftwerken, erfordern in den meisten Fällen ein Planfeststellungsverfahren, in das die Belange des Naturschutzes durch Beteiligung der zuständigen Naturschutzbehörden gemäß § 73 Abs. 2 VwVfG mit eingebracht werden. In der Abwägung zwischen Nutzungsinteressen und Naturschutzinteressen laufen letztere allerdings häufig Gefahr, „weggewogen“ zu werden, wie Kritiker es ausdrücken. Diese Problematik liegt jedoch weniger im Gesetz oder einer ordnungsgemäß durchgeführten Abwägung begründet als in Entscheidungsstrukturen, -kriterien (manchmal zu knappe Begründungsinhalte für die jeweilige Entscheidung) und -personal einzelner Behörden.

### Kapitel 4 Schutz, Pflege und Entwicklung bestimmter Teile von Natur und Landschaft (Flächenschutz)
Das Gesetz sieht verschiedene Kategorien geschützter Gebiete sowie den Schutz bestimmter Einzelobjekte vor. Der Charakter dieser Gebiete wird in jeweils eigenen Beiträgen beschrieben:

#### Abschnitt 1 Biotopverbund und Biotopvernetzung
- Naturschutzgebiet (§ 23)
- Nationalpark, Nationales Naturmonument (§ 24)
- Biosphärenreservat (§ 25)
- Landschaftsschutzgebiet (§ 26)
- Naturpark (§ 27)
- Naturdenkmal (§ 28)
- Geschützte Landschaftsbestandteile (§ 29)
- gesetzlich geschützte Biotope (§ 30)

Diese Gebiete sollen nach Möglichkeit nicht isoliert voneinander bestehen, sondern in einem Biotopverbund miteinander vernetzt sein und insgesamt mindestens zehn Prozent der gesamten Landesfläche erreichen.

#### Abschnitt 2 Netz „Natura 2000“
Bund und Länder erfüllen die sich aus der FFH- und Vogelschutz-Richtlinie ergebenden Verpflichtungen zum Aufbau und Schutz des zusammenhängenden europäischen ökologischen Netzes Natura 2000.
Ferner sind in diesem Abschnitt das Vorgehen bei der Ausweisung von FFH- und Vogelschutzgebieten und der Überprüfung der Verträglichkeit und Zulässigkeit von Maßnahmen in Natura-2000-Gebieten festgelegt.

### Kapitel 5 Schutz und Pflege wild lebender Tier- und Pflanzenarten (Artenschutz)
In Kapitel 5 (§§ 37 bis 55) enthält das Bundesnaturschutzgesetz zahlreiche Regelungen zum Artenschutz:
- So regelt der §§ 39 bis 43 den Allgemeinen Schutz wild lebender Tiere und Pflanzen. Demnach ist es beispielsweise gemäß § 39, Abs. 5, verboten, Bäume, die außerhalb des Waldes ... stehen, Hecken, lebende Zäune, Gebüsche und andere Gehölze in der Zeit vom 1. März bis zum 30. September abzuschneiden, auf den Stock zu setzen oder zu beseitigen; zulässig sind schonende Form- und Pflegeschnitte zur Beseitigung des Zuwachses der Pflanzen oder zur Gesunderhaltung von Bäumen.
- Der Abschnitt zum besonderen Artenschutz (§§ 44 bis 47) enthält Vorschriften, die bestimmte Tier- und Pflanzenarten betreffen. Hier wie bei der Sanktionierung (s. Kapitel 10) wird zwischen besonders und streng geschützten Arten unterschieden:
  - Zu den streng geschützten Arten gehören die in Anhang A der EU-Artenschutzverordnung (das sind durch Handel stark gefährdete Arten des Anhangs I, teilweise auch Anhangs II des Washingtoner Artenschutz-Übereinkommens), in Anhang IV der FFH-Richtlinie oder in Anlage 1 der Bundesartenschutzverordnung als streng geschützt aufgelisteten Arten.
  - Zu den besonders geschützten Arten gehören neben allen streng geschützten Arten die in Anhang B der EU-Artenschutzverordnung gelisteten Arten, die europäischen Vogelarten (vgl. Art. 1 der Vogelschutzrichtlinie), in Anhang IV zur FFH-Richtlinie und die in Anlage 1 der Bundesartenschutzverordnung als besonders geschützt aufgelisteten Arten.[2]

### Kapitel 6 Meeresnaturschutz
Kapitel 6 (§§ 56 bis 58) regelt den Naturschutz im deutschen Küstengewässer sowie Bereiche der deutschen ausschließlichen Wirtschaftszone und des Festlandsockels.

### Kapitel 7 Erholung in Natur und Landschaft
In Kapitel 7 (§§ 59 bis 62) finden sich Regelungen zur Erholung in Natur und Landschaft.

### Kapitel 8 Mitwirkung von Vereinen
Die 2002 erfolgte Novellierung des Bundesnaturschutzgesetzes hat die Mitwirkungsmöglichkeiten und -rechte für Naturschutzverbände ausgedehnt. Sie werden – eine förmliche Anerkennung vorausgesetzt – vor dem Erlass von Naturschutz-Verordnungen und im Rahmen von Planfeststellungsverfahren angehört. Allerdings gilt diese Regelung nur für den Bereich der Bundesbehörden. Für die überwiegende Zahl derartiger Verfahren, die von Landesbehörden durchgeführt werden, gilt das jeweilige Landesnaturschutzgesetz. Das Verbandsklagerecht wurde durch Bundesrecht verbindlich geregelt (früher Ländersache). Seit 2010 finden sich diese Regelungen in Kapitel 8 (§§ 63 und 64).

### Kapitel 9 Ergänzende Vorschriften
Ergänzende Vorschriften finden sich in Kapitel 9 (§§ 65 bis 68).

### Kapitel 10 Bußgeld- und Strafvorschriften
Vorschriften zu Bußgeld- und Strafregelungen finden sich in Kapitel 10 (§§ 69 bis 73).

## Geschichtliche Entwicklung des BNatSchG

### Bundesnaturschutzgesetz
Nach dem Ende des NS-Regimes blieb von 1949 an in der Bundesrepublik Deutschland das im Zuge der Gleichschaltung am 26. Juni 1935 erlassene Reichsnaturschutzgesetz (RNG) mit Ausnahme des § 24 gültig. In der Folgezeit erstellten die Bundesländer eigene Naturschutzgesetze. Aus der Forderung nach einer Verbesserung des Naturschutzrechtes, wie sie Naturschutzvereine anstrebten, und den Bestrebungen der akademisch verankerten Landespflege sowie des administrativen Naturschutzes folgte ab den 1960er Jahren eine intensive Diskussion um ein neues, umfassenderes Naturschutzgesetz. Strittige Punkte bei der Erarbeitung der Gesetzesvorlage waren z. B. die sogenannte Landwirtschaftsklausel und die Ausgleichsregelung. Schließlich wurde 1976 das Bundesnaturschutzgesetz (BNatschG), an das die Naturschutzgesetze der Bundesländer angepasst werden mussten, verabschiedet und am 1. Januar 1977 in Kraft gesetzt.
Seither wurde das BNatschG unter Berücksichtigung umweltrechtlicher Entwicklungen wie internationaler Vereinbarungen und Änderungen im Recht der Europäischen Union sowie neuer flankierender Umweltgesetze (wie das UVPG) mehrfach geändert. Mit dem Beitritt der neuen Bundesländer zur Bundesrepublik Deutschland am 3. Oktober 1990 trat es an die Stelle des ostdeutschen Naturschutzgesetz von 1954, abgelöst durch das Landeskulturgesetz von 1970. Nach einer ersten Novellierung 2002 wurde das BNatschG aufgrund der Föderalismusreform von 2006 mit Wirkung zum 1. März 2010 neu gefasst. Es beruhte bis dahin zum größten Teil auf der Rahmenkompetenz des Art. 75 GG a.F. Gab es zunächst den Ländern den inhaltlichen Rahmen für ihre Landesgesetze vor, enthält es seit 2010 vorwiegend unmittelbar wirkende Regeln, die in den (inzwischen erneuerten) Landesnaturschutzgesetzen insbesondere durch Ausführungsbestimmungen ergänzt werden.

### Änderungsgesetze
Mit dem Ersten Gesetz zur Änderung des Bundesnaturschutzgesetzes vom 12. Dezember 2007 wurde das Urteil des Europäischen Gerichtshofs vom 10. Januar 2006 zur Fauna-Flora-Habitat-Richtlinie in deutsches Recht umgesetzt.
Seit dem Zweiten Gesetz zur Änderung des Bundesnaturschutzgesetzes vom 4. März 2020 ist das Füttern von Wölfen verboten. Außerdem erlaubt § 45a BNatschG, Wölfe zu jagen, wenn sie im Verdacht stehen, Schafe oder andere Nutztiere gerissen zu haben.
Der Entwurf eines Dritten Gesetzes zur Änderung des Bundesnaturschutzgesetzes sieht zur Umsetzung des Aktionsprogramms Insektenschutz einen besseren Insektenschutz vor.

## Kritik
Als Geburtsfehler wird die Sonderstellung der Landwirtschaft bezeichnet, denn laut Gesetz dient ordnungsgemäße Land- und Forstwirtschaft in der Regel den Zielen des Gesetzes und ist daher nicht als Eingriff zu werten. Später getroffene Änderungen blieben zu unbestimmt und erwiesen sich als untauglich für den Vollzug durch die Behörden. Es wird seit Jahrzehnten kritisiert, dass in der Landschaftsplanung die programmatischen und planerischen Aussagen zu unbestimmt, zu unverbindlich und unzureichend sind. Selbst bei rein privatwirtschaftlichen Eingriffen können diese trotz zumutbarer Alternativen durchgesetzt werden, ohne dass zwingende Gründe des überwiegenden öffentlichen Interesses vorliegen. Bei Bebauungsplänen greift die Eingriffsregelung erst seit 1993, dabei ist eine Kompensationspflicht nicht zwingend vorgeschrieben, sondern unterliegt dem Vorbehalt der Abwägung. Art und Umfang der Kompensationsmaßnahmen stehen meist in keinem Verhältnis zum Eingriff oder erfüllen nicht die zugeschriebene Wirksamkeit. Kompensationsmaßnahmen erfolgen in der Regel ohne langfristige bzw. dauerhafte Bindung. Historische Kulturlandschaften mit ihrem Landschaftsbild unterliegen gar keinem Schutz. Deutliche Verbesserungen gab es nur durch die Pflicht der Umsetzung von EU-Recht z. B. bei Natura-2000-Gebieten.